# 迈塔
迈塔是一個英國運動用品品牌，其生產公司於1817年在英格蘭創立，是世上最古老的足球製造商。

## 歷史
1817年班哲文·曲克（Benjamin Crook）在英格蘭哈德斯菲爾德開設制革廠，當世上首個足球聯賽英格蘭足球聯賽在1888年創立時，曲克的工廠已開始縫製足球。1949年正式更名為「迈塔」（Mitre），為世界各地的球會製造足球及欖球用的皮球。1959年「迈塔」擴展到木球、軟皮製品及手袋等新產品，一年後開始製造皮鞋。
丹尼士·羅於1964年成為「迈塔」首位官方代言人，同年更獲選成為歐洲足球先生，是歷來唯一一名蘇格蘭獲獎的球員。兩年後「迈塔」成為英格蘭足球總會選用皮球，此後40年的英格蘭足總盃決賽一直採用「迈塔」足球。1997年穆罕默德·阿里於其第59場職業拳賽，在新奥尔良迎戰利昂·斯平克斯（Leon Spinks）時穿著「迈塔」皮靴，而同年曼城及英格蘭的皮雅斯亦穿著「迈塔」球鞋參賽。
1986年皮製凡的「Mitre Delta 1000」成為英格蘭足球聯賽、英格蘭足球總會及蘇格蘭足球聯賽的官方比賽用球，即全英國的聯賽、盃賽及國家隊主場賽事全部採用「迈塔」足球，可稱前無古人，後無來者。
「迈塔」於1987年由澳洲及紐西蘭聯合主辦的「欖球世界盃」（Rugby World Cup）首次成為官方用球供應商。1992年「迈塔」成為新成立的英格兰足球超级联赛的官方比賽用球，引進採用合成物料製造的「Ultimax」足球，自此皮革製造的足球成為歷經陳蹟。
2007年「迈塔」在英格蘭足球聯賽推出革命性的「Revolve」足球，每支球隊可擁有其隊色及會徽的足賽在賽事中使用。「迈塔」亦再次進入球衣市場，並與哈德斯菲爾德及簽訂球衣供應合約。

## 贊助

### 足球
| 阿根廷 - Aldosivi - 萨兰迪阿森纳 - Banfield - Club Crucero del Norte - Juventud Unida Universitario - San Martín de San Juan - Deportivo Textil Mandiyú - 維多利亞足球總會（Football Federation Victoria） - 昆士蘭足球協會（Queensland FA） - Sydney United - Melbourne Knights - Canberra City SC - Northern Tigers FC 智利 - 圣地亚哥流浪者体育俱乐部 - 瓦奇巴托体育俱乐部 - 拉塞雷纳体育俱乐部 - Municipal Iquique - Curicó Unido - 科布雷罗阿体育俱乐部 - 科金博尤尼多体育俱乐部 - 塔尔卡流浪者体育社会俱乐部 - 蒙特港体育俱乐部 - 奥希金斯体育俱乐部 哥伦比亚 - Deportivo Cali - Deportes Tolima - 埃雷迪亚诺体育俱乐部 薩爾瓦多 - 薩爾瓦多國家足球隊 | 英格兰 - 英格蘭聯賽盃 - 官方比賽用球 - 英格蘭足球聯賽 - 官方比賽用球 - 英格蘭聯賽錦標 - 官方比賽用球 - 伊普斯维奇城足球俱乐部 - 哈德斯菲尔德足球俱乐部 - 格連·荷度足球學院（Glenn Hoddle Academy） 希腊 - Veria FC 日本 - 水戶蜀葵 - 松本山雅 立陶宛 - 立陶宛足球總會 巴拿马 - Alianza F.C 秘魯 - Colegio Nacional de Iquitos 俄羅斯 - 俄羅斯盃 苏格兰 - 蘇格蘭足球超級聯賽 - 官方比賽用球 乌拉圭 - C.A. Cerro - 威爾斯足球協會 - 官方比賽用球 |

| 義大利 - 義大利欖球總會（Italian Rugby Federation）- 官方比賽用球 南非 - 南非國家投球隊 - 官方比賽用球 英格兰 - 英格蘭投球代表隊 - 官方比賽用球 - 官方网站 |